# هازارد ستيفنز
هازارد ستيفنز (بالإنجليزية: Hazard Stevens)‏ هو متسلق الجبال أمريكي، ولد في 9 يونيو 1842 في نيوبورت في الولايات المتحدة، وتوفي في 11 أكتوبر 1918 في غولدنديل في الولايات المتحدة.